# William Rosecrans
William Starke Rosecrans (ur. 6 września 1819 w Hrabstwie Delaware w Ohio, zm. 11 marca 1898 w Redondo Beach) – amerykański wojskowy (absolwentem West Point), polityk, członek Partii Demokratycznej, dyplomata i wynalazca. Podczas wojny secesyjnej był dowódcą Armii Unii Stanów Zjednoczonych w stopniu generała majora. Stopień ten zawdzięczał zdecydowanemu działaniu w bitwie pod Rich Mountain.
W czerwcu 1862 roku został głównodowodzącym Armii Missisipi, a w grudniu tegoż roku Armii Cumberlandu, na czele której pokonał siły Braxtona Bragga w bitwie nad Stones River – najkrwawszej z bitew tej wojny.
W latach 1868–1869 pełnił funkcję ambasadora USA w Meksyku, a w latach 1881–1885 był przedstawicielem pierwszego okręgu wyborczego w stanie Kalifornia w Izbie Reprezentantów Stanów Zjednoczonych. Został pochowany na Narodowym Cmentarzu w Arlington w Wirginii.